# Gymnasium Georgianum (Hildburghausen)
Das Gymnasium Georgianum in Hildburghausen ist ein staatliches Gymnasium im Landkreis Hildburghausen. Am Georgianum werden etwa 600 Schüler der Klassenstufen 5 bis 12 von etwa 50 Lehrkräften unterrichtet.

## Geschichte
Die Schule wurde am 30. April 1812 gegründet, als erster Direktor wurde Friedrich Sickler berufen. Bereits am 4. September 1877 erhielt die Schule, unter dem Rektorat von Albert Doberenz, den Namen Gymnasium Georgianum, benannt nach Herzog Georg II. von Sachsen-Meiningen. Nach dem Ersten Weltkrieg und der Gründung des Landes Thüringen wurde die Schule in ein Realgymnasium umgewandelt, das 1933 zur Staatlichen Oberschule wurde. Das Gesetz zur Demokratisierung der deutschen Schule von 1946 führte die vierjährige Oberschulzeit ein, die bestehenden Klassen liefen in ihrer bisherigen Form aus. Am 22. Februar 1949 wurde die Schule nach den bürgerlichen Widerstandskämpfern Geschwister Scholl benannt, ab 1959 war sie eine Erweiterte Oberschule (EOS). Zu Beginn der 1980er Jahre umfasste die Schule nur noch die Klassenstufen 11 und 12 mit etwa 110 Schülern.
Nach der deutschen Wiedervereinigung erhielt die Schule am 8. Oktober 1991 ihren ursprünglichen Namen Gymnasium Georgianum zurück und führte wieder Klassen der 5. bis 12. Stufe.
Zur Aufnahme der erheblich gesteigerten Schülerzahl wurde im Februar 1997 ein Neu- bzw. Erweiterungsbau in Betrieb genommen.

## Schulgebäude
Zur Schule gehört der sanierte Altbau von 1877 (Haus 1), der angeschlossene Erweiterungsbau, sowie eine Dreifelder-Turnhalle. Die gesamte Verwaltung (Sekretariat, Direktorat) ist in einem eigenen Gebäude untergebracht.
Im Erweiterungsbau ist eine Platte des Fährtensandsteins mit dem von Sickler entdeckten Spurenfossil Chirotherium sowie einer hypothetischen Nachbildung des Tiers, das sie verursacht hat, ausgestellt.
Die Schule unterhält eine eigene Bibliothek mit etwa 13.000 Bänden.

## Medienausstattung
Im Schülerbereich gibt es 107 Computer und in nahezu jedem Klassenraum eine digitale Tafel.

## Wahlmöglichkeiten
Die Schüler lernen von der 5. Klasse an als erste Fremdsprache Englisch und müssen später zwischen Russisch, Französisch und Latein wählen. Ab der zehnten Klasse ist auch wahlweise die Fremdsprache Spanisch erlernbar.
Die Schüler wählen für die Klassenstufen 9 und 10 aus drei Zweigen aus: dem mathematisch-naturwissenschaftlichen, dem gesellschaftswissenschaftlichem und dem musisch-künstlerischen.
In den Stufen 11 und 12 können die Schüler Leistungskurse in den Fächern Deutsch, Mathematik, Biologie, Physik, Chemie, Englisch, Geographie, Geschichte, Sozialkunde und Wirtschaft/Recht wählen.
Grundkurse bietet das Georgianum in den Fächern Deutsch, Mathematik, Biologie, Chemie, Physik, Informatik, Englisch, Französisch, Russisch, Spanisch, Latein, Kunsterziehung, Musik, Darstellen/Gestalten, Geschichte, Geographie, Wirtschaft/Recht, Sozialkunde, evangelische Religion, katholische Religion, Ethik und Sport an.

## Öffentlichkeitsarbeit

### Förderverein
Der Förderverein wurde 1993 als Verein der Freunde und Förderer des Gymnasiums Georgianum Hildburghausen e. V. gegründet.

### Schülerzeitung
Ab Dezember 1991 erschien die Schülerzeitung Klatsch & Tratsch um Georg halbjährlich, zeitweise in einer Auflage von 1000 Stück. Die unabhängige Zeitung lag im DIN-A5-Format vor und finanzierte sich durch den Verkauf sowie durch Unternehmensspenden und Werbung. Nach 18 Ausgaben und dem Abgang der damaligen Chefredaktion endete das Projekt im Jahr 2000. Zwar wurden danach mehrere Anläufe für einen Neuanfang unternommen, die jedoch scheiterten.
Im Frühling 2007 erschien zunächst im DIN-A4-Format, später im DIN-A5-Format unter dem Titel KLARTEXT eine neue Schülerzeitung, deren Finanzierung außer über den Verkauf und durch Werbung auch durch den Förderverein des Gymnasiums erfolgte. Klartext erschien bei einer Auflage von 400 Stück quartalsweise, musste wegen mangelnder Erfolge aber wieder eingestellt werden.
Rechtzeitig zum 200-jährigen Schuljubiläum erschien zum Festakt am 26. April 2012 die neugegründete Schülerzeitung DER GEORG mit einer Auflage von 600 Stück. Die Zeitung bietet auf durchgängig 60 Farbseiten im DIN-A4-Format umfangreichen Lesestoff. DER GEORG wird ausschließlich durch Anzeigen von Werbekunden und über den Verkauf finanziert. Das Grußwort in der 1. Ausgabe schrieb der renommierte Journalist Dominik Wichmann, Chefredakteur der Illustrierten Stern. Feste Rubriken in der halbjährlich erscheinenden Schülerzeitung sind z. B. „Wieso Weshalb Warum“, „Was macht eigentlich..?“  und „Campus – Die Studenten-Kolumne von Maximilian F. Kapfer“. 2013 wurde die zweite Ausgabe „DER GEORG“ als beste Schülerzeitung Thüringens ausgezeichnet.

### Schulpartnerschaften
Das Georgianum unterhält Schulpartnerschaften zu folgenden Schulen:
- Istituto Secundario Superiore Statale Cesare de Titta in Lanciano (Italien)
- Karksi-Nuia Gümnaasium in Viljandi (Estland)
- II. Liceum Ogolnoksztalcase im. Króla Jana III Sobieskiego w. Krakowie in Krakau (Polen)
- Instituto de Ensenanza Sekundaria Arroyo Hondo in Rota (Spanien)

### Chor
Seit Mai 2013 wird am Georgianum der Wiederaufbau eines Schulchors betrieben. Für die Klassenstufen 5 und 6 gibt es einen Nachwuchschor, ab der Klassenstufe 7 den Kinder- und Jugendchor. Der Jugendchor wird gemeinsam mit den Hildburghäuser Regelschulen Dr. Carl Ludwig Nonne und Joliot-Curie betrieben.
Ein Chor hat am Georgianum Tradition. In den Jahren nach dem Zweiten Weltkrieg war Chorsingen Teil des Stundenplans. Der erste „Singkranz“ mit Namen Georgiana wurde bereits im Juni 1883 gegründet. Den im Ersten Weltkrieg gefallenen „Sangesbrüdern“ wurde sogar 1922 auf dem Ahrensberg ein Gedenkstein gesetzt.

## Persönlichkeiten

### Schüler
- Otto Ludwig (1813–1865), deutscher Schriftsteller
- Philipp Wagner (1829–1906), Präsident des Thüringer und des Allgemeinen Deutschen Bäderverbandes
- Friedrich Trinks (1844–1930), Staatsrat in Sachsen-Meiningen
- Heinrich Stürenburg (1847–1934), deutscher Altphilologe und Pädagoge
- Ernst von Sachsen-Meiningen (1859–1941), „Malerprinz“, Prinz von Sachsen-Meiningen, 2. Thronfolger (abgedankt 1918), Oberhaupt des Hauses Sachsen-Meiningen 1928–1941, Amateurmaler
- Friedrich von Sachsen-Meiningen (1861–1914), Prinz von Sachsen-Meiningen, preußischer General
- Helene Oeltjen (* 1884), Fachärztin für Röntgendiagnostik
- Manfred Kanther (* 1939), ehemaliger Bundesminister des Innern
- Wolfgang Thierse (* 1943), ehemaliger Präsident des Deutschen Bundestages
- Michael Krapp (* 1944), ehemaliger Kultusminister des Freistaats Thüringen

### Lehrer
- Friedrich Sickler (1773–1836), erster Direktor des Gymnasiums
- Albert Doberenz (1811–1878), klassischer Philologe und Direktor des Gymnasiums
- August Henneberger (1821–1866), Literaturhistoriker, von 1844 bis 1848 Gymnasiallehrer in Hildburghausen